# Striatestea bountyensis
Striatestea bountyensis är en snäckart som beskrevs av Powell 1927. Striatestea bountyensis ingår i släktet Striatestea och familjen Rissoidae. Inga underarter finns listade i Catalogue of Life.